# 금석학

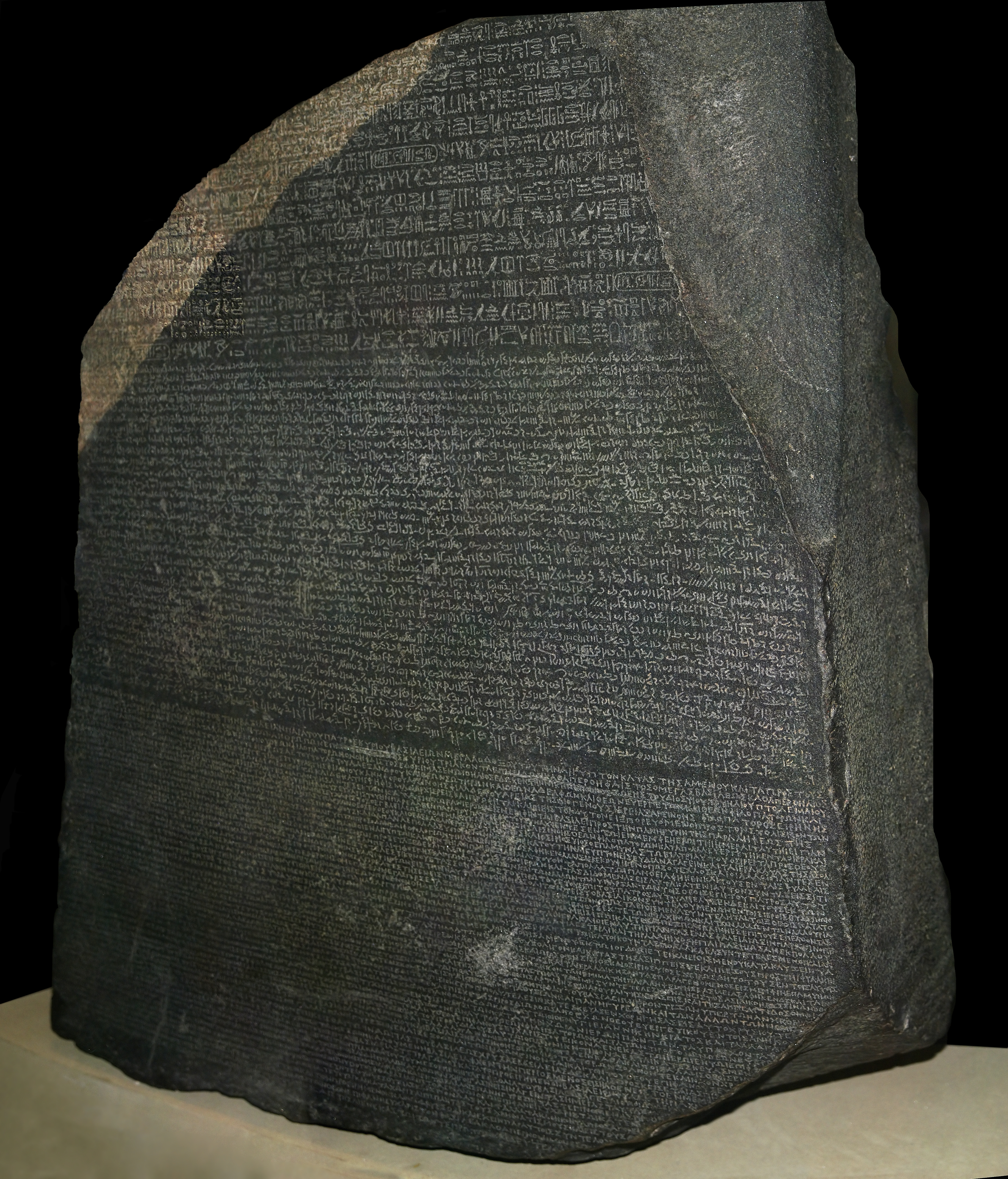
대영박물관 소장중인 로제타석.

금석학(金石學, Epigraphy), 비문학(碑文學), 금석문학은 비석에 쓰여진 글인 금석문을 연구하는 학문이다. 자소를 식별하고, 그 의미를 명확히 하고, 날짜와 문화적 맥락에 따라 그 용도를 분류하고, 글과 작가에 대한 결론을 도출하는 학문이다. 금석학에서 특히 중요시되는 것은 문서로서의 금문의 역사적 중요성과 문학적 구성의 예술적 가치이다. 금석학을 연구하는 이들을 금석학자라고 한다.
3개 언어로 적힌 비문의 경우 금석학자들에게 중요한 연구 자산이 된다. 이란의 한 지역에 있는 천연 암석에 새겨진 아케메네스 제국의 공식 문서인 베히스툰 비문, 그리고 로제타석이 대표적이다. 그러나 비문에 기록된 사건을 문서로 판단하고 해석하는 것은 역사가의 몫이다. 금석학자와 역사학을 같이 연구하는 사람도 많이 있다. 금석학은 문자 문화를 다룰 때 고고학의 주요 도구이다. 미국 의회도서관은 금석학을 역사보조학 중 하나로 분류한다. 금석학은 또한 위조를 식별하는 데 도움이 된다. 일례로, 야고보 유골함의 위조 여부를 금석학으로 판별한 적이 있다.

## 같이 보기
- 금석문
- 고고학
- 고증학